# 1663
1663 (MDCLXIII) a fost un an obișnuit al calendarului gregorian, care a început într-o zi de sâmbătă.

## Nașteri
- 18 octombrie: Eugen de Savoia prințul casei de Savoy, apoi comandant în șef al armatelor Sfântului Imperiu Roman (d. 1736)
- 24 februarie: Thomas Newcomen inginer englez (d. 1729)
- 13 noiembrie: Árni Magnússon  (d. 1730)
- 9 august: Ferdinando de' Medici, Mare Prinț de Toscana  (d. 1713)
- 22 martie: August Francke  (d. 1727)
- 9 octombrie: Giovanni Mario Crescimbeni poet italian (d. 1728)
- dată necunoscută: John Craig  (d. 1731)

## Decese
- 10 martie: Eduard, Conte Palatin de Simmern, 37 ani (n. 1625)
- 20 martie: Împărăteasa Xiaokangzhang a Chinei, 22 ani (n. 1640)
- 29 aprilie: Prințesa Margaret Yolande de Savoia, 27 ani, Ducesă de Parma (n. 1635)
- 16 iulie: Wilhelm al VI-lea, Landgraf de Hesse-Kassel, 34 ani (n. 1629)
- 27 decembrie: Christine Marie a Franței (n. Christina-Maria), 57 ani, regentă a Savoiei, fiica regelui Henric al IV-lea al Franței (n. 1606)
- 28 decembrie: Francesco Maria Grimaldi, 45 ani, preot iezuit italian, matematician, fizician și astronom italian (n. 1618)
- 31 decembrie: Théophile Raynaud, 80 ani, iezuit și teolog francez (n. 1583)